# 波動方程式
波動方程式（はどうほうていしき、英: wave equation）とは、次の式で表される定数係数二階線形偏微分方程式のことである。なお、式右辺の Δ はラプラス作用素である。
{\displaystyle {\frac {1}{s^{2}}}{\frac {\partial ^{2}u}{\partial t^{2}}}=\Delta u}
波動方程式は音波、水面の波紋、電磁波などの様々な振動・波動現象を記述する際に基本となる方程式である。s は波動の位相速度 (phase velocity) を表す係数である。

## 概要
3次元の場合、時刻 t における各位置の振動の変位を表す関数を u、振動の位相速度を s とすると、u は波動方程式
{\displaystyle {\frac {1}{s^{2}}}{\frac {\partial ^{2}u}{\partial t^{2}}}={\frac {\partial ^{2}u}{\partial x^{2}}}+{\frac {\partial ^{2}u}{\partial y^{2}}}+{\frac {\partial ^{2}u}{\partial z^{2}}}}
を満たす。。
なお、記述される波動現象によって u の座標変数は変わってくるため、それに伴い波動方程式の形状も異なってくる。
- 1次元の波動方程式（主な現象：弦の振動[2]）

{\displaystyle {\frac {1}{s^{2}}}{\frac {\partial ^{2}u}{\partial t^{2}}}={\frac {\partial ^{2}u}{\partial x^{2}}}}
- 2次元の波動方程式（主な現象：膜の振動[2]）

{\displaystyle {\frac {1}{s^{2}}}{\frac {\partial ^{2}u}{\partial t^{2}}}={\frac {\partial ^{2}u}{\partial x^{2}}}+{\frac {\partial ^{2}u}{\partial y^{2}}}}
振動・波動現象と呼ばれるものは一般に弦、膜、空気、水など媒質の振動現象を指し主に流体力学、弾性体力学の扱うところである。ただし、例外として電磁波は、媒質の振動現象と同じく波動方程式で記述されるが、媒質が存在せず、正確に取り扱うには特殊相対性理論を考慮された電磁気学の議論が必要である。

## 波動方程式の解法
- ダランベールの式（1次元のみ）
- 変数分離法

### 関連人物
- ジャン・ル・ロン・ダランベール
- ピエール＝シモン・ラプラス